# Dasystole triloba
Dasystole triloba är en fjärilsart som beskrevs av Claude Herbulot 1979. Dasystole triloba ingår i släktet Dasystole och familjen mätare. Inga underarter finns listade i Catalogue of Life.